# Licor adulterado
El licor adulterado, licor de garrafa, licor de garrafón o simplemente garrafón es un licor o una bebida alcohólica adulterados de manera intencionada o natural, convirtiéndolos generalmente en nocivos para el consumo.

## Adulteración artificial
La adulteración artificial se consigue con la adición de ciertos compuestos químicos, perjudiciales para el ser humano, pero de bajo coste como el alcohol metílico o 2-propanol, que son vendidos sin ningún tipo de control en determinados establecimientos para obtener más beneficio.
Una práctica frecuente, no perjudicial para la salud pero sí fraudulenta, es añadir agua a la botella de la bebida. Con ello se difumina y aclara el color de la bebida. Un ron oscuro (de color natural marrón) podrá tornarse amarillo, disminuyendo también su graduación alcohólica.
Las administraciones públicas y organismos sanitarios aconsejan, para evitar la adulteración artificial, la compra en establecimientos autorizados, sin partículas flotando y con timbre bien adherido a la botella y sin rasgaduras.
Un famoso caso de adulteración (intencional y dolosa) con metanol de alcoholes destinados al consumo humano es el acaecido en España en 1963 y conocido popularmente como  «caso metílico».

## Percepción
Se puede percibir si una bebida alcohólica está adulterada cuando produce una sensación anormal de quemadura en la garganta, dolor de cabeza, o conduce demasiado rápido al estado de embriaguez, además puede producir náuseas, vómito, irritación gástrica y malestar general en los días posteriores a la ingesta. En los casos más extremos puede causar ceguera irreversible, e incluso la muerte.

## Cómo evitar consumir licor adulterado
- Es más seguro comprar el licor en lugares de confianza, no en puestos callejeros, parques, casetas[cita requerida] y establecimientos no autorizados.
- En sitios públicos, se debe exigir que el licor se destape en presencia del consumidor.
- Una vez desocupada la botella, se debe destruir el frasco, la tapa y la etiqueta, para evitar que sean reutilizados.
- El licor debe tener marca original, banda de seguridad, sistema de cierre intacto.
- Se deben revisar muy bien las botellas antes de consumir, su aspecto y dude de cualquier deterioro en su presentación.
- Se deben revisar las tapas; no deben tener ningún tipo de fuga, ni presentar deterioro.
- Las bandas de seguridad no deben estar completas: al abrirse deben dividirse en dos partes iguales. En los whiskys, las bandas de seguridad se dividen en cuatro.
- Las bebidas alcohólicas de precio demasiado bajo pueden ser falsificadas o adulteradas.
- El empaque tetra pack es la presentación que se adultera con mayor frecuencia. Siempre revise que el empaque tenga cubierta interior en aluminio, si es en cartón blanco y lo nota muy maleable o débil, muy posiblemente se trata de licor adulterado.
- Se deben revisar que las pestañas de los empaques tetra pack no tengan residuos de pegamento
- Las etiquetas deben estar en buen estado, al frotarse no deben soltar tinta.
- La estampilla de la tapa, debe tener el mismo nombre del licor de la etiqueta.
- Se debe revisar el contenido a contraluz: no debe tener objetos extraños, ni partículas en suspensión.

## Consecuencias de consumirlo
El consumo de este puede ocasionar síntomas como: dolor de cabeza, mareo, náuseas, vómitos, daño grave en nervio óptico (ceguera o pérdida de la visión), daños al hígado, cirrosis e incluso puede llevar a la muerte prematura.
El doctor Elías Tejada, coordinador del Clúster del Alcohol del Ministerio de Salud Pública [¿cuál?], dijo que ese alcohol adulterado es 90% letal ya que no tiene ningún control de calidad y que en muchos casos provoca la muerte en apenas 24 horas después de consumirlo y en algunos casos antes de ese tiempo.
Explicó que el metanol, sustancia altamente tóxica detectada en el alcohol adulterado afecta el sistema nervioso central y provoca fallos en todos los órganos, por lo que la persona que lo consume presenta temblores o movimientos involuntarios en todo su cuerpo y pérdida de la vista, síntomas que van complicándose con el paso de las horas.